# Есер Гюрбюз
Есе́р Гюрбю́з (нід. Eser Gürbüz; нар. 6 березня 2007) — нідерландський футболіст, вінгер клубу «Геренвен».

## Клубна кар'єра
Вихованець команд «Пресікгаф», «Велювезом», «СМЛ Арнем» і «Гоу Егед Іглз», а в квітні 2023 року приєднався до академії клубу «Геренвен». 11 листопада 2024 року продовжив контракт з клубом до літа 2028 року.
1 лютого 2025 року дебютував в основному складі «Геренвена» у матчі Ередивізі проти сіттардської «Фортуни» вийшовши на заміну Ільясу Себауї. В цій ж грі забив свій перший гол у професіональній кар'єрі. 9 лютого у наступному поєдинку Ередивізі проти «Твенте» відзначився забитим м'ячем. У віці 17 років і 340 днів став п'ятим гравцем в історії Ередивізі, якому вдалося забити у своїх двох дебютних матчах до свого 18-річчя.

## Кар'єра у збірній
Виступав за збірні Нідерландів до 17 і до 18 років.

## Статистика виступів
Станом на 9 серпня 2025
| Клуб              | Сезон             | Чемпіонат         | Чемпіонат | Чемпіонат | Кубок | Кубок | Єврокубки | Єврокубки | Інші  | Інші | Всього | Всього |
| Клуб              | Сезон             | Дивізіон          | Матчі     | Голи      | Матчі | Голи  | Матчі     | Голи      | Матчі | Голи | Матчі  | Голи   |
| ----------------- | ----------------- | ----------------- | --------- | --------- | ----- | ----- | --------- | --------- | ----- | ---- | ------ | ------ |
| Геренвен          | 2024–25           | Ередивізі         | 11        | 2         | 0     | 0     | —         | —         | —     | —    | 11     | 2      |
| Геренвен          | 2025–26           | Ередивізі         | 1         | 0         | 0     | 0     | —         | —         | —     | —    | 1      | 0      |
| Всього за кар'єру | Всього за кар'єру | Всього за кар'єру | 12        | 2         | 0     | 0     | 0         | 0         | 0     | 0    | 12     | 2      |